# 제니퍼 리언
제니퍼 린(Jennifer Lien, 영어 발음: /liːn/, 1974년 8월 24일 ~ )은 미국의 배우이다.

## 출연 작품

### 영화
- 아기의 피 (1990)
- 아메리칸 히스토리 X (1998)
- SLC 펑크! (1998, SLC Punk!)

### 텔레비전
- 스타 트렉: 보이저 (1995-97, 2000)

### 비디오 게임
- The Lion King: Simba's Mighty Adventure (2000)